# Иво Етеровић
Иво Етеровић (Сплит, Краљевина Југославија, 1. јануар 1935 — Београд, Србија, 24. новембар 2011) југословенски и српски уметник фотографије, један од најстаријих и најистакнутијих чланова Фото-савеза Србије и Удружења ликовних уметника примењених уметности и дизајнера Србије.
Школовао се у фирми „Лајка“ у Вецлару (Leitz, Vetzlar), Немачка, а специјализовао фотографију у боји у „Феранији“ (Ferrania, Милано), Италија. На јавној фотографској сцени запажен 1956, и од тада делује професионално у струци.
Краће време провео као фото-репортер у јединицама УН на Блиском истоку (1957), а затим у истом звању (или као уредник фотографије) радио у редакцијама Југословенске народне армије, (Фронт), и „Вјесника“ (Глобус, Вјесник у сриједу и Старт), као дописник из Србије (од јесени 1959, од када ради у Београду који је изабрао као место трајног боравка).
У раздобљу од 1960. до 1970, делујући као члан Фото клуба Београд (од јесени 1959), постао је један од најактивнијих, и највише награђиваних, српских и југословенских фотографа на међународним изложбама фотографије. Почетком седамдесетих година више се усмерио на деловање у професији, пре свега у фотографији као примењеној уметности, а након своје изложбе „Жене“ (Београд, 1974), готово сасвим је запоставио колективна излагања, окренувши се самосталним пројектима, личним изложбама и фотомонографијама.

## Теме и мотиви
Од средине шездесетих година претежно заинтересован за теме из живота, портрете и урбане структуре. Из те продукције, углавном рађене у техници црно-беле фотографије, издвајао је неуобичајене лирске призоре и догађаје и показивао их на изложбама. Та врста фото-бележака одише притајеним хумором, анегдотом и гротеском, и та тема чини окосницу његовог раног раздобља.
Од почетка седамдесетих година његов израз се сажима и усмерава на два плана: у првом се обраћа појединим темама (градови, људи...) које згушњава у целине – самосталне изложбе („Са Оријента“, 1961, „Жене“, 1974, „Београд који волим“, 1976, „Фотографије Сплита“, 1979, „Фотографија и плакат“, 1981, „1113 разгледница Београда“, 1991. и друге).
У истом раздобљу покреће и серију ауторских фото-монографија: „Брач“ (1975), „Њихови дани“ (1977) (монографија о Јосипу Брозу и његовој супрузи Јованки), „Београд који волим“ (1977); „Сплит“ (1979);„ Сарајево с љубављу“, (1983), „Камени бродови Јадрана“ (1984); „Београд на длану“ (1985), „Море, корнати, салаши“ (1986), „Далмација у срцу“ (1987), „Сплит, слика вољеног града“ (1987); „Загреб интимно“ (1987); „Београд данас“ (1989); „Нови Београд изблиза“ (1995).
Крајем седамдесетих година усмерава интересовање на фото-графичке експерименте у боји.
Изложбе: 
- Море, 1977,
- Салаши, 1984,
- Београд у машти, 1994.

У том раздобљу можда највише уједињује сензибилитет медитеранског духа, са наглашеном склоношћу да се графички знак употреби као израз за једноставност у откривању реда.

## Изложбе и књиге
Излагао је на великом броју заједничких изложби у земљи и иностранству и добио је више од 200 награда. Самостално је излагао у Југославији (више пута), Русији, (1975), Немачкој (1976) Италији (1981), Швајцарској и Аустрији (1983). Објавио 18 ауторских фотомонографија, што је недостигнути рекорд у некадашњем југословенском и данашњем српском културном простору.